# Вієво (Польща)
Вієво (пол. Wijewo) — село в Польщі, у гміні Вієво Лещинського повіту Великопольського воєводства.
Населення — 1395 осіб (2011).
У 1975-1998 роках село належало до Лешненського воєводства.

## Демографія
Демографічна структура станом на 31 березня 2011 року:
|          | Загалом | Допрацездатний вік | Працездатний вік | Постпрацездатний вік |
| -------- | ------- | ------------------ | ---------------- | -------------------- |
| Чоловіки | 701     | 193                | 462              | 46                   |
| Жінки    | 694     | 177                | 406              | 111                  |
| Разом    | 1395    | 370                | 868              | 157                  |